# Karl Genzken
Karl Eduard August Hermann Genzken (ur. 8 czerwca 1885 w Preetz, zm. 10 października 1957 w Hamburgu) – SS-Gruppenführer, szef służby zdrowia Waffen-SS. Lekarz, przeprowadzający eksperymenty wykonywane na ludziach będących więźniami wielu obozów koncentracyjnych. Sądzony jako zbrodniarz wojenny w tzw. "Procesie lekarzy" w Norymberdze.

## Życiorys

### Kariera wojskowa
Genzken w 1934, został powołany do służby czynnej jako oficer rezerwy Medycznej Służby Morskiej. Następnie przeniesiony do Głównego Biura Operacyjnego SS kiedy to dostał awans z asystenta dyrektora medycznego na dyrektora Szpitala SS w Berlinie. W 1942 został mianowany szefem służby zdrowia Waffen-SS.
Do NSDAP wstąpił 7 lipca 1926 (numer członka 39 913), zaś członkiem SS został 5 listopada 1933 (numer członka 207 954).
Był zaangażowany w eksperymenty na ludziach, które odbywały się na więźniach obozów koncentracyjnych w Buchenwaldzie i Natzweiler-Struthof. Doświadczenia dla potrzeb armii niemieckiej, przeprowadzane były od grudnia 1941 do lutego 1945. Dotyczyły testowania skuteczność szczepionek przeciwko tyfusowi, ospie, cholerze i innym chorobom zakaźnym. 

### Proces i skazanie
Po zakończeniu wojny, Genzken został uznany przez Amerykański Trybunał Wojskowy winnym zbrodni wojennych, zbrodni przeciwko ludzkości oraz przynależności do nielegalnej organizacji. Został z tego powodu skazany w sierpniu 1947 na karę dożywotniego więzienia. Wyrok został później zmniejszony i w kwietniu 1954 Genzken wyszedł na wolność.